# Miguel Fagoaga
Miguel Fagoaga Gutiérrez-Solana, né à Altsasu (Navarre, Espagne) le 26 mai 1914, est un avocat, écrivain et homme politique carliste.

## Œuvres
- El pensamiento social de Donoso Cortés (1958)